# Apfelstädt (Nesse-Apfelstädt)
Apfelstädt ist ein Ortsteil der Landgemeinde Nesse-Apfelstädt im thüringischen Landkreis Gotha.

## Geografische Lage

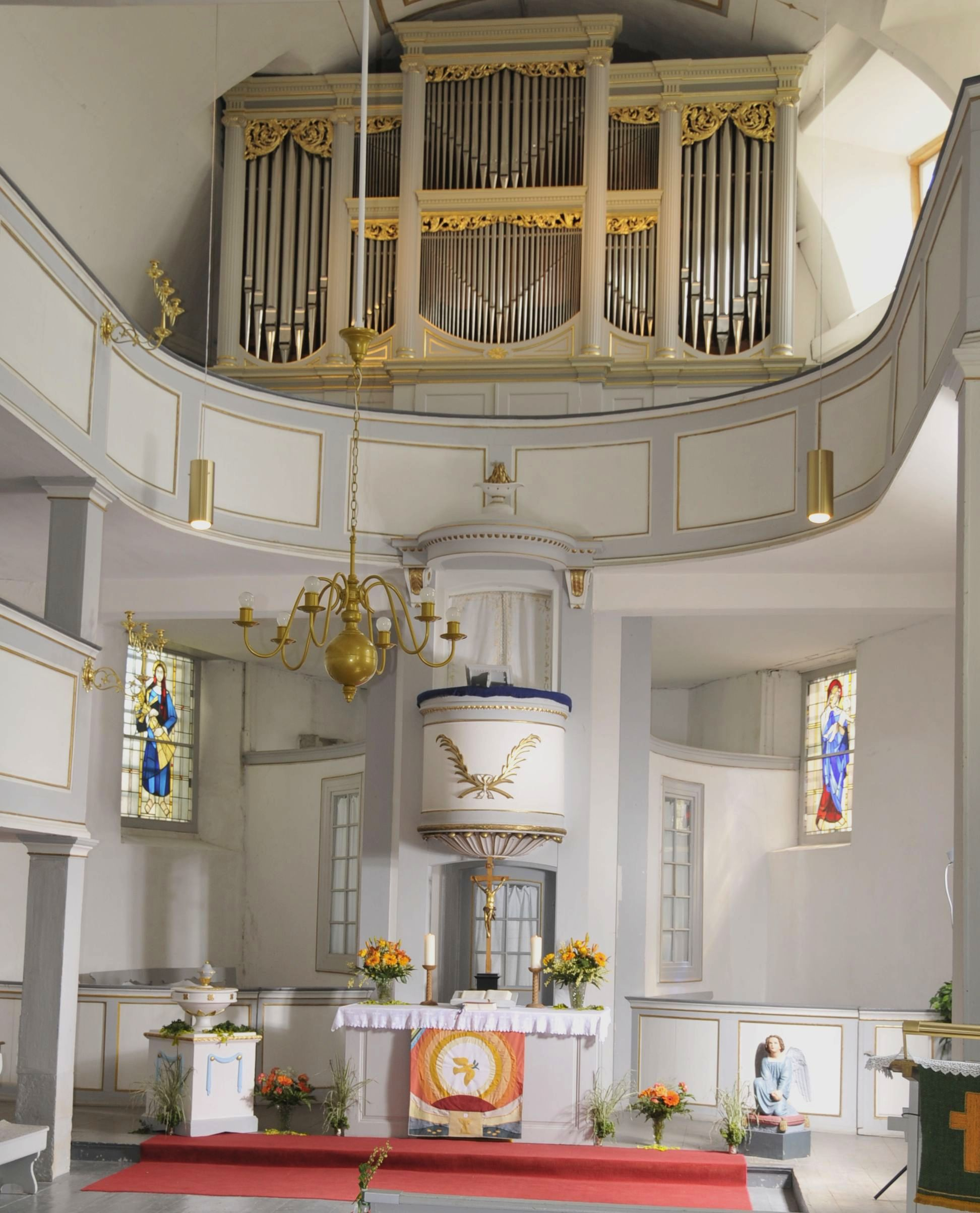
Kanzelaltar und Orgel der Kirche (bis 2008 ein neuer Altar errichtet wurde)

Apfelstädt liegt im Thüringer Becken nördlich des Thüringer Waldes im Gebiet der Drei Gleichen. Das Ortsgebiet grenzt im Osten an Neudietendorf und Kornhochheim, im Süden an Sülzenbrücken, im Westen an Wandersleben und im Norden an Großrettbach. Am Nordrand des Ortes fließt der gleichnamige Fluss vorbei.

## Geschichte
Im August 2005 wurde im Zusammenhang mit dem Bau einer Erdgasleitung in der Nähe das Gräberfeld von Apfelstädt mit Grabbeigaben wie dem Goldschmuck für einen Würdenträger aus der spätneolithischen Zeit gefunden. Dieser erste Goldschmuckfund (Haar- oder Lockenringe) dieser Zeit im mitteldeutschen Raum belegt die frühe Besiedelung des Gebietes um Apfelstädt.
Erstmals urkundlich erwähnt wurde Apfelstädt in einer in Düren ausgestellten Schenkungsurkunde Karls des Großen an das Kloster Hersfeld vom 25. Oktober 775 als Aplast. Dieser Ortsname wird vom germanischen Aplasta oder Aplosta zu indogermanisch apelo = „Kraft“ abgeleitet und hat nichts mit dem heutigen „Apfel“ zu tun. Der Flussname war ursprünglich Aphiliste, was so viel wie „Wasser“ bedeutet. Diese beiden unterschiedlichen Schreibweisen wurden im 14. Jahrhundert zur einheitlichen Schreibweise „Apfelstädt“ zusammengefasst. In einem bis heute bekannten Dienstsiegel ist der Apfel als Symbol für Apfelstädt enthalten. Aus diesem Grund wurde der Apfel auch ins Wappen übernommen.
1450 wurde die Ortschaft im Sächsischen Bruderkrieg von den Truppen des Kurfürsten Friedrich II. niedergebrannt. 1655 fiel die Hälfte des Ortes einem Brand zum Opfer. Der Ort gehörte zum Amt Wachsenburg, das 1640 zum Herzogtum Sachsen-Gotha, ab 1672 zum Herzogtum Sachsen-Gotha-Altenburg und 1826 zum Herzogtum Sachsen-Coburg und Gotha kam.
Am Ende des Zweiten Weltkriegs waren bei amerikanischem Artilleriebeschuss in der Nacht vom 8. zum 9. April 1945 zivile Opfer zu beklagen. Auf dem Ortsfriedhof findet sich das Gemeinschaftsgrab von drei gefallenen deutschen Soldaten; auch das Grab einer vierköpfigen Familie, die am 15. April 1945 – eine Woche nach Besetzung von Apfelstädt – auf unnatürliche Weise ums Leben kam.
Seit dem 1. Dezember 2009 ist Apfelstädt ein Ortsteil der neugegründeten Gemeinde Nesse-Apfelstädt.

## Wappen
Blasonierung: „Durch silbernes Wellenband schräggeteilt; oben in Blau ein goldener Apfel mit zwei goldenen Blättern, unten in Rot ein goldener spitzbedachter Turm.“ Die Darstellung des Turms steht für den Turm der ehemaligen St.-Marien-Kirche.

## Sehenswürdigkeiten

### Kirche St. Walpurgis
Die Walpurgis-Kirche ist schon ob der Höhe ihres Turms von weither sichtbar.
Sie stammt in ihren Ursprüngen aus dem 11. Jahrhundert und weist interessante bauhistorische Merkmale auf. In den Jahren nach 1992 wurden Kirch- und Pfarrhofensemble umfangreich restauriert. Scheune und Stall des Pfarrhofes beherbergen eine Dauerausstellung zur Ortsgeschichte, in der die bäuerliche Lebensweise sowie die Geschichte des Schul- und Backwesens dokumentiert werden.

### Turm der ehemaligen St.-Marien-Kirche

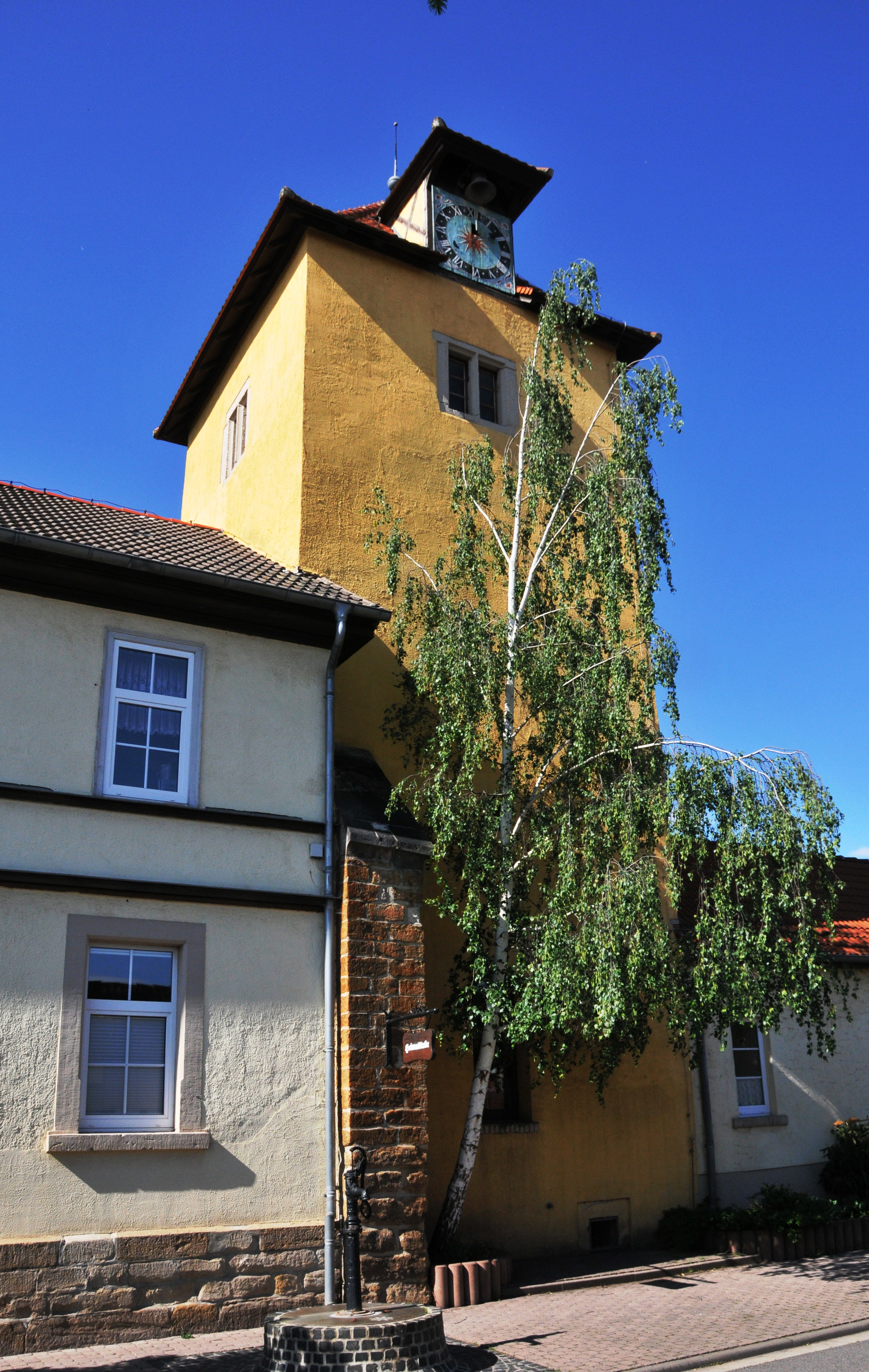
Turm der ehem. St.-Marien-Kirche

Der romanische Turm befindet sich in der Hainstraße und ist seit Ende des 19. Jahrhunderts Bestandteil eines Schulgebäudes. Die Marienkirche, wahrscheinlich aus dem Jahre 1396, war eine Filialkirche, wurde später als Malz- und Darrhaus genutzt und dann bis auf den Turm abgerissen. 1992 wurde der Turm saniert. In den Folgejahren wurde dort ebenfalls eine Ausstellung zur ländlichen Lebensweise eingerichtet.

### Weitere Sehenswürdigkeiten

#### Mühlen in Apfelstädt

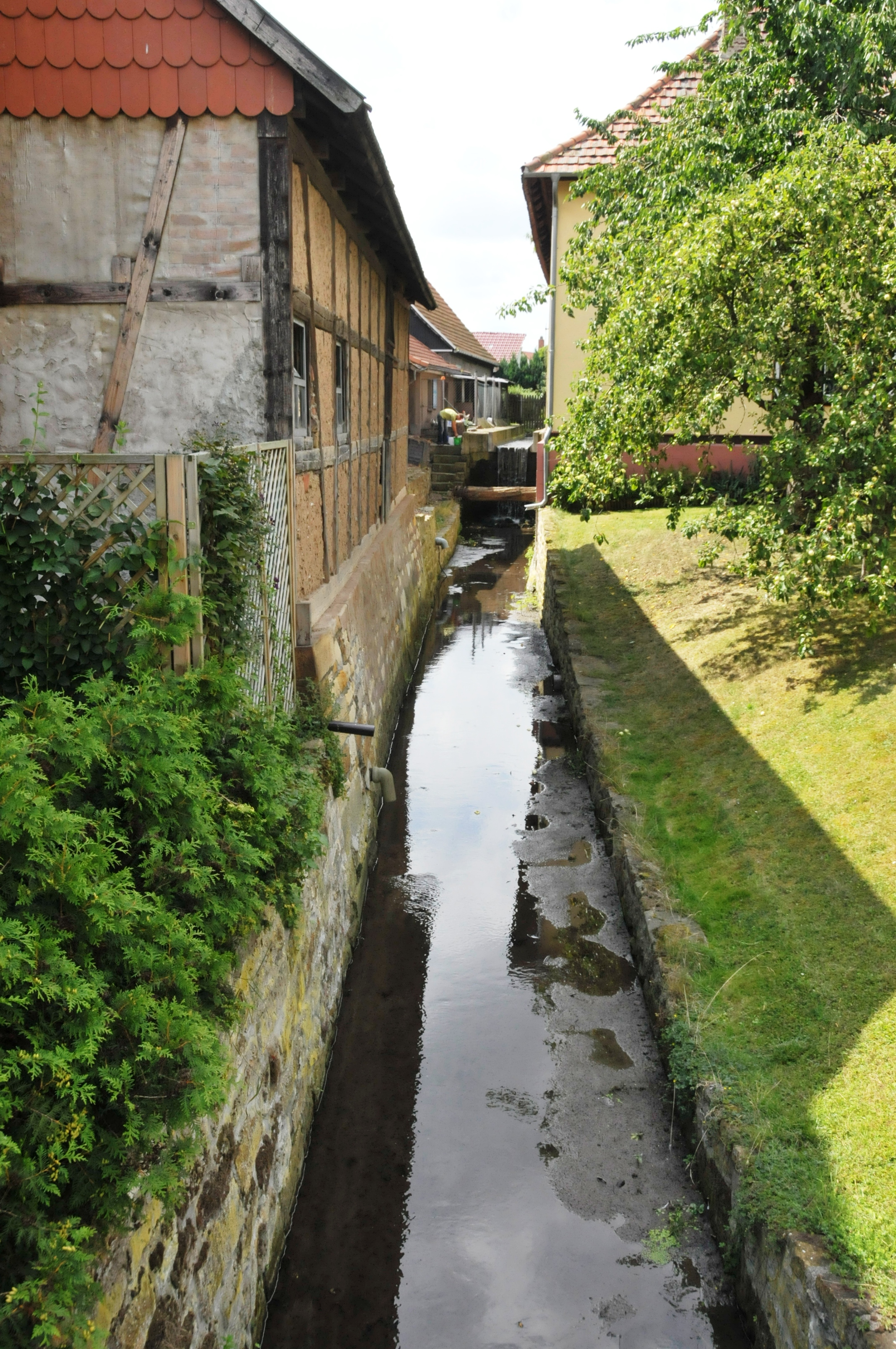
Mühlgraben an der Mahlmühle in der Mühlgasse

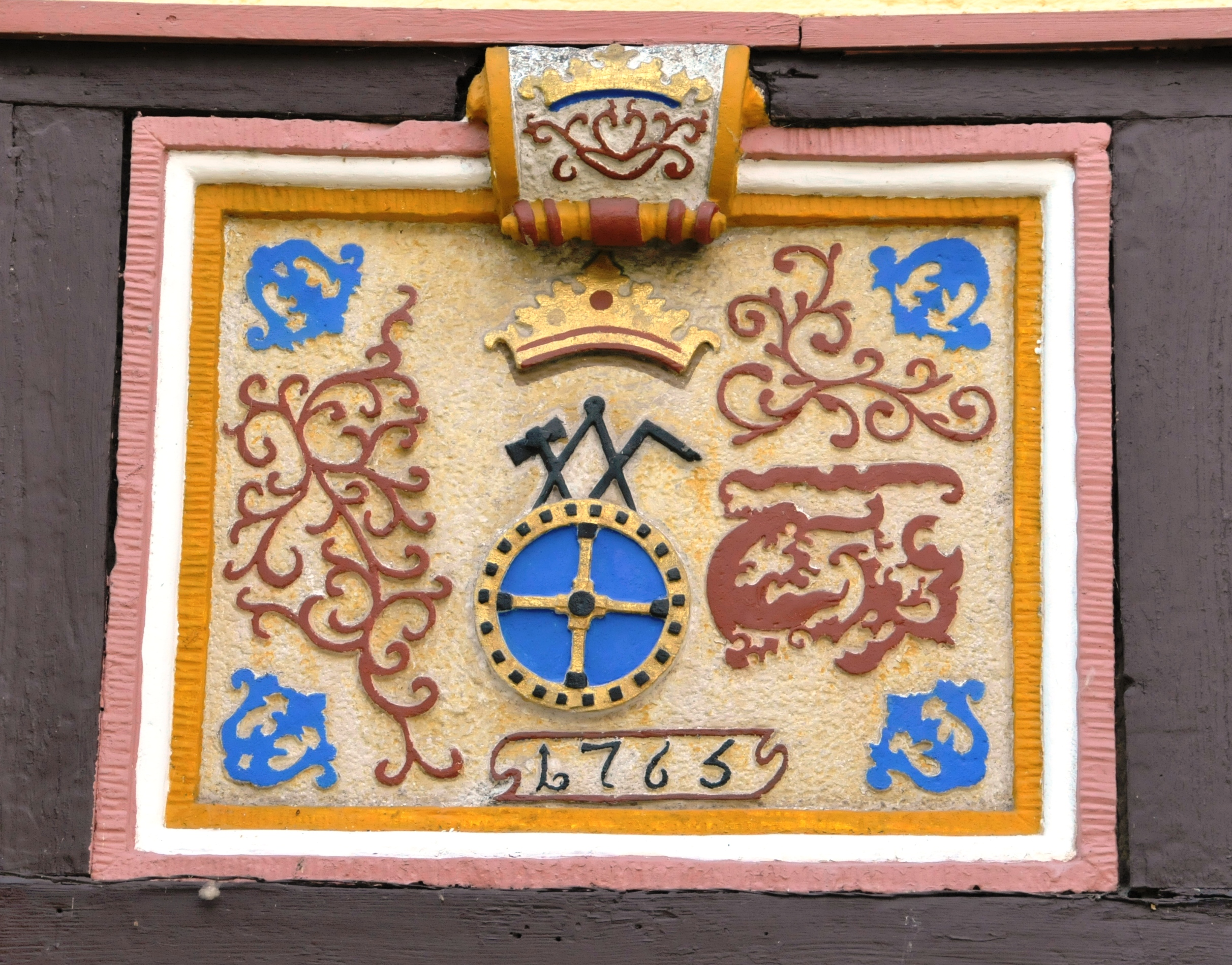
Inschriftentafel an der Hauswand der Mahlmühle in der Mühlgasse, mit dem Zunftwappen des Müllers (Hammer, Zirkel, Winkel und Mühlrad) und der Jahreszahl 1765

Die älteste gesicherte Erwähnung eines Mühlgrabens in Apfelstädt geht auf das Jahr 1346 zurück. In einem Streit zwischen dem Kloster Georgenthal, das nachweislich schon 1215 im Ort Besitz hatte, und dem Dorf über Fischerei und Weidennutzung regelte ein Schiedsspruch, dass die Fischerei dem Kloster vorbehalten war und niemand fischen durfte zwischen der Steinbrücke beim Mönchhof (in Wandersleben) und der Stelle, wo der Mühlgraben abgeleitet wurde. Der Mühlgraben zweigt von der Apfelstädt nach rechts ab und beginnt etwa in Höhe des heutigen westlichen Gewerbegebietes. Im Güterverzeichnis des Klosters Georgenthal wurden im 14. Jahrhundert drei Mühlen in Apfelstädt aufgelistet. Auch Galletti erwähnte 1780 zwei Mühlen in Apfelstädt: die Öl- und die Mahlmühle. Die ständigen Streitereien zwischen dem Dort und dem Kloster wurden 1484 durch einen Vergleich beigelegt. Die Mühlen in Apfelstädt waren im 17. Jahrhundert Gemeindebesitz und wurden jährlich neu gegen eine entsprechende Vergütung verpachtet. Ein Teil des Pachtzinses wurde gegen Bescheinigungen der Gemeinde an Arme gegeben. Dadurch wurde die Gemeinnützigkeit des Mühlenbesitzes deutlich. Die Preise für die Mahlleistungen wurden ebenfalls festgelegt.
- Die Öl- und Graupenmühle steht im Kastanienweg, heutige Adresse Birkenallee 1. Sie ist heute die oberste in Apfelstädt betriebene Mühle. Als diese Mühle im Jahre 1825 versteigert werden sollte, gab es drei Bewerber, was zeigt, dass Mühlen damals wirtschaftlich betrieben werden konnten und erstrebenswerte Objekte waren. Die Mühle war über mehrere Generationen im Familienbesitz, Richard Nitsch war der letzte Ölmüller, der die Mühle bis 1910 betrieb und bis 1930 in der Mühle ein Handelsgeschäft führte. Die Mühle verfügte über ein „eingehaustes“ unterschlächtiges Mühlrad, was aus der Anlage des Mühlgrabens und dem noch vorhandenen Mühlengebäude abgeleitet werden kann.

Chronologie der Mühle:
1346–1485: mehrfache Erwähnung als Besitz des Klosters Georgenthal
1583: Martin Kritzmann verkauft die Mühle an die Gemeinde
1639: Die Ölmühle ist im Gemeindebesitz; das Pfarrzinsbuch weist aus, dass die Gemeinde an die Kirche 7 Gulden und 5 Groschen abzugeben hat.
1657: Betrieb als Ölmühle im Gemeindebesitz; Ölmüller war von 1657 bis 1691 Günther Kästner.
1691–1699: Pachtmüller Joachim Hartung
1699–1706: Pachtmüller Hans Heinrich Urban
1706–1712: Pachtmüller Joachim Hartung
1800: Die Öl- und Graupen-Mühle ist im Gemeindebesitz, letzter Pachtölmüller Georg Nikolaus Möller aus Mühlberg.
1815: Privatisierung; Für 1055 Taler ersteigert Johann Andreas Eberley die Mühle von der Gemeinde.
1825: Johann Georg Bischof pachtet die Mühle von Eberley und erwirbt sie in den Folgejahren.
1836: Ernst Friedrich Nitsch
1873: Friedrich Wilhelm Nitsch vertritt seinen Vater bei der Einmessung des Sicherpfahles am Wehr der Ölmühle.
1878: Wilhelm Nitsch ist Mühlenbesitzer
1910: Mit dem letzten Mühlenbesitzer Richard Nitsch endet der Ölmühlenbetrieb.
- Die Mahlmühle oder Dorfmühle steht in der Ortsmitte, heutige Adresse Mühlgasse 4. Bei dem großen Brand im Jahre 1655 wurde die Mühle vernichtet, jedoch wenige Jahre später als Gemeindebesitz wieder aufgebaut. Von 1665 stammt der älteste Pachtvertrag mit Magdalena Seeländer, der Witwe des 1664 „allhiesigen Müllers“ Heinrich Seeländer. Schon im Jahre 1665 ehelichte sie den Mühlknecht Joachim Ritter ob der körperlich schweren Arbeit im Müllerhandwerk. 1872 wurde die Mühle wegen finanzieller Probleme verkauft – die Reparaturkosten überstiegen die Pachteinnahmen. Der neue Käufer übergab die Mühle seiner Tochter und deren Ehemann Julius Reich. Die Bewirtschaftung erfolgte weiterhin als Familienunternehmen. Julius Reich, Nachfolger der Familie, modernisierte die Mühle in den 1920er Jahren. Die auf Mühlentechnik spezialisierte Firma Seck aus Dresden installierte neue Maschinen, die bis Mitte der 1950er Jahre durch zwei oberschlächtige Wasserräder angetrieben wurden. Ursprünglich aus Holz bestehend, wurden sie später durch metallene Räder ersetzt. Seit den 1930er Jahren wurde bei Niedrigwasser ein Dieselmotor zusätzlich eingesetzt. Ab Mitte der 1950er wurde völlig auf Elektrobetrieb umgestellt. Die Familie Reich übergab das Anwesen von Generation zu Generation und stellte 1960 den regulären Mühlenbetrieb ein. Der Müller Felix Reich und sein Sohn Gerd-Rüdiger arbeiteten seit 1960 für die LPG Apfelstädt und stellten bis 1990 Schrot her. Die für die Schrotherstellung notwendige Maschinerie gibt es heute noch.

Chronologie der Mühle:
1346: Erste Erwähnung als Besitztum des Klosters Georgenthal
1635: Der Müller Nicol Fischer aus Arnstadt besitzt die Mühle.
1638–1651: Claus Roth aus Arnstadt ist Besitzer Mühle, er nennt sich „Günthersmüller“.
1651: Die Gemeinde wird für 1400 Gulden neue Besitzerin der Mühle.
1655: Die Mühle wird beim großen Brand vernichtet.
1664: Nach Wiedererrichtung wird die Mühle Gemeindebesitz, Heinrich Seeländer wird Mühlenpächter.
1665: Nach dem Tode von Heinrich wird seine Witwe Magdalena Pachtmüllerin, die im gleichen Jahr den Mühlknecht Joachim Ritter heiratet.
1758–1872: Die Mühle ist im Gemeindebesitz und wird von verschiedenen Pächtern bewirtschaftet.
1872: Die Mühle wird an Johann Christian Heinrich Feistel verkauft, der sie an seine Tochter Agnes und deren Mann Julius Reich übergibt. Somit wird die Mühle als Familienunternehmen weitergeführt.
1905–1940: Unter Louis Reich wird in den 1920er Jahren die Mahltechnik modernisiert und ein neues Dieselaggregat angeschafft.
1940–1970: Felix Reich ist Müller.
1960: Der reguläre Mahlbetrieb zur Mehlherstellung wird eingestellt. Die Mühle wird auf Schrotherstellung umgestellt.
1970–1990: Gerd-Rüdiger Reich ist der letzte Müller von Apfelstädt.

#### Steinkreuze

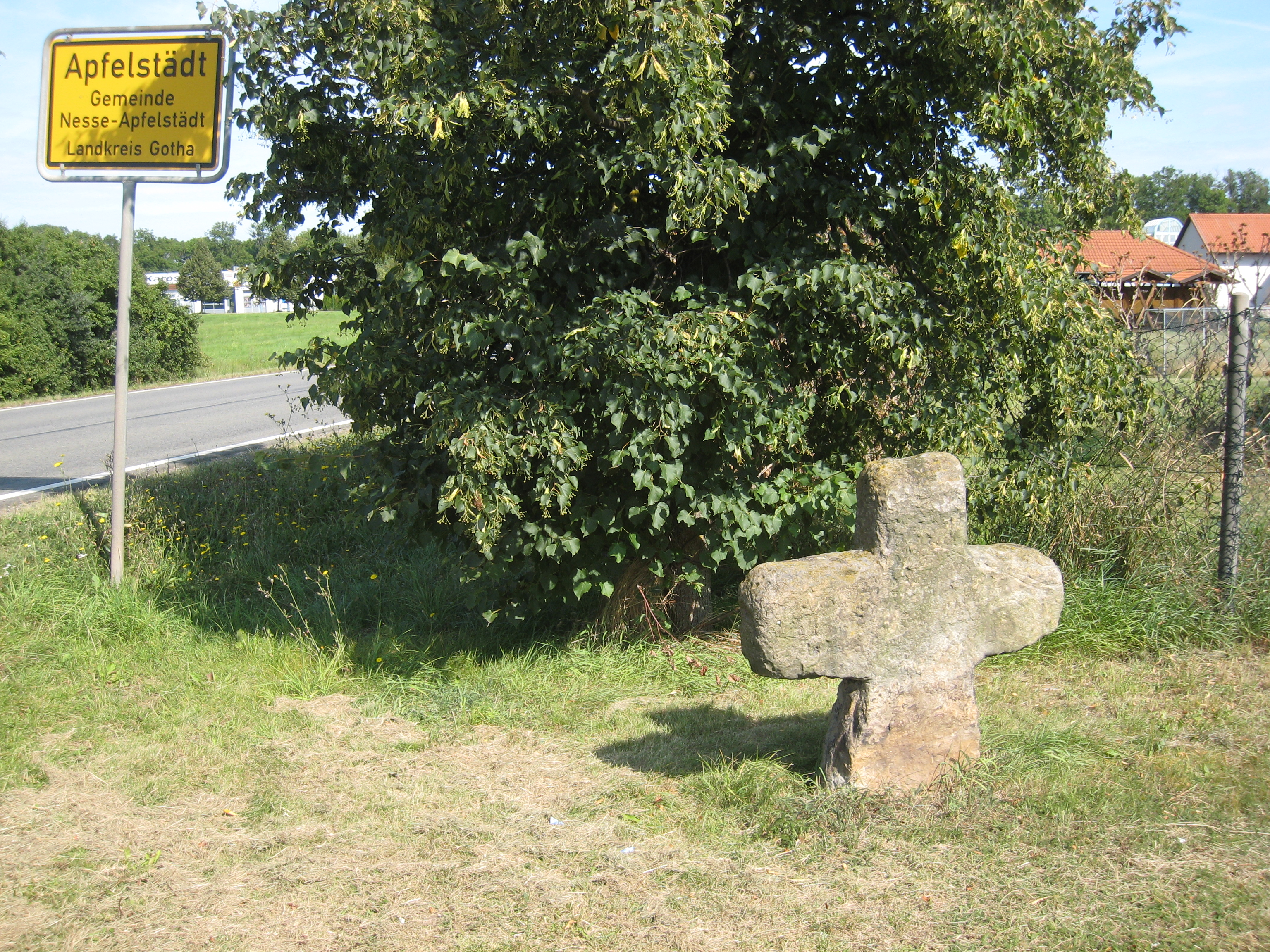
Steinkreuz an der Straße nach Wandersleben

- Das mittelalterliche Steinkreuz am westlichen Ortsausgang in Richtung Wandersleben. Hierzu berichtet die Infotafel am Steinkreuz, dass es zwischen 1400 und 1450 zum Gedenken an einen an dieser Stelle verunglückten oder getöteten Menschen errichtet wurde. Seit 1657 ist es in Flurkarten nachweisbar („am Creutze“). Eine örtliche Sage sagt hierzu aus, dass die Apfelstädter hier einen dänischen Obristen getötet und begraben haben. Daher der Name „Schwedenkreuz“. Eine andere volksmündliche Überlieferung berichtet von einem verunglückten Fuhrmann. Standort und Orientierung des Kreuzes deuten den Verlauf der von Erfurt kommenden alten Handelsstraße an, die von hier aus direkt auf den Fuhrmannsgasthof Freudenthal zustrebte.

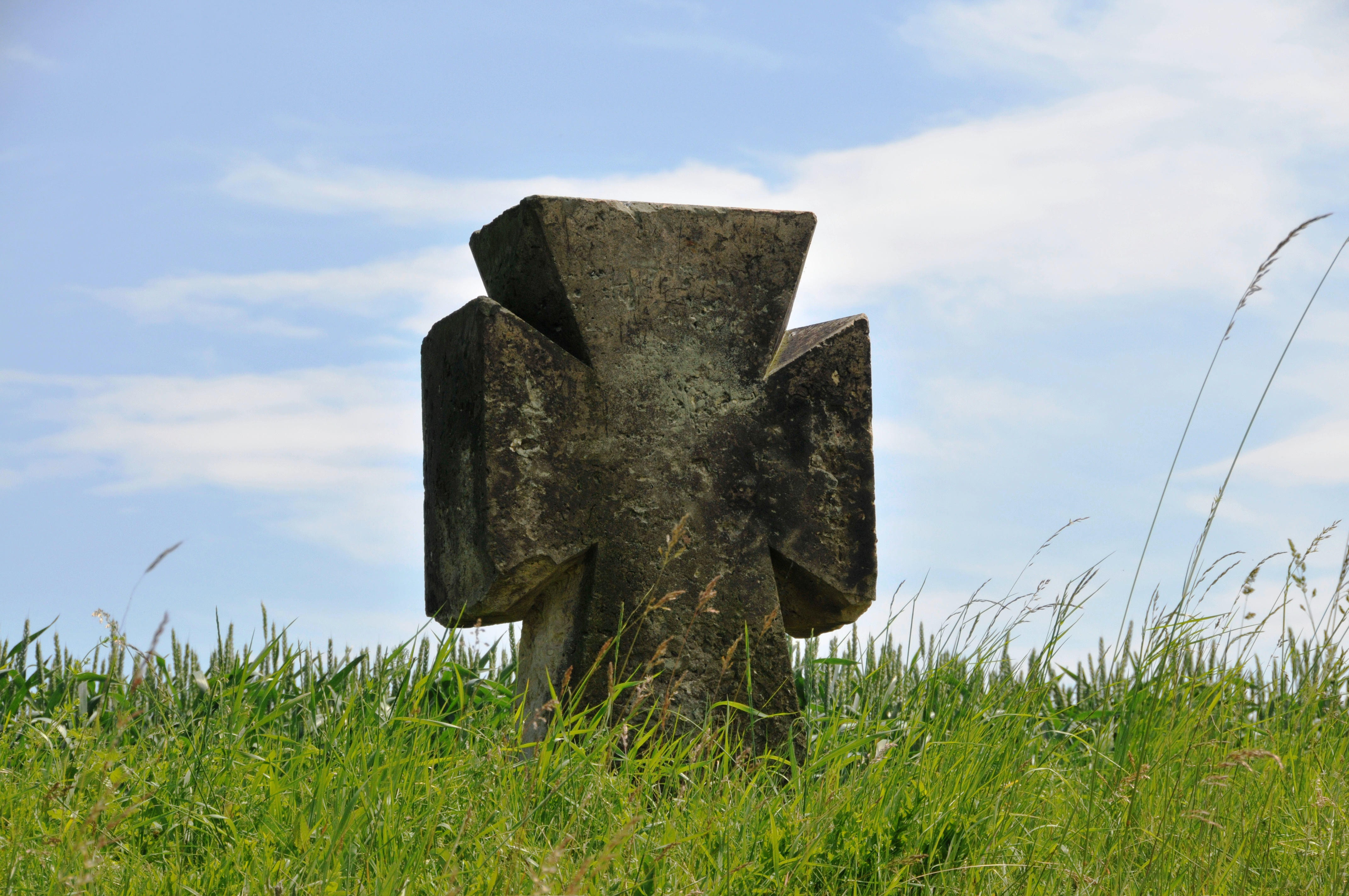
Steinkreuz an der Straße nach Sülzenbrücken

- Das Steinkreuz aus dem 19. Jahrhundert am Radweg in Richtung Sülzenbrücken. Dieses wurde am 23. März 1898 vom Erfurter Rentner Seitz zum Andenken an seinen 18-jährigen Sohn errichtet, der hier am 27. Juni 1897 „bei einer Corsofahrt hiesiger und auswärtiger Radfahrer“ verunglückte und einen Tag später in Erfurt seinen Verletzungen erlag. Das Steinkreuz war bis zu einer Beschädigung um 1970 etwa doppelt so hoch und musste im Laufe der Zeit mehrfach wieder aufgerichtet werden. In seiner Formgebung ist es einmalig in Thüringen, wie die Infotafel berichtet. Eine ähnliche Form, mit nicht ganz so stark ausgeprägten Verjüngungen zur Kreuzmitte hin, hat allerdings das „Erfurter Steinkreuz“ in Kleinrettbach. Das hiesige Kreuz ist jedoch mit etwa 60 cm sichtbarer Höhe (heute) wesentlich kleiner. Seitz verband die Errichtung des Kreuzes mit einer Stiftung zu Gunsten bedürftiger Einwohner in Apfelstädt.

## Wirtschaft
Apfelstädt war viele Jahrhunderte geprägt von der Landwirtschaft, die im Thüringer Becken einen fruchtbaren Boden vorfand.
Mit seiner Lage in der Nähe des Erfurter Autobahnkreuzes (A 4 und A 71) bzw. durch eine in den 1990er Jahren erbaute Stichstraße zur Anschlussstelle Neudietendorf der A 4 siedelte sich hier ein großer Standort des Logistikkonzerns Fiege an. In diesem Zusammenhang steht auch das etwa zur gleichen Zeit eröffnete Hotel Park Inn Erfurt-Apfelstädt mit knapp 100 Zimmern. (Lage)

## Vereine
- Freiwillige Feuerwehr
- Sportverein Eintracht Apfelstädt e. V.
- Apfelstädter Carneval Club e. V.
- Apfelstädter Jugendkirmesgesellschaft e. V.
- Geflügelverein
- Kleingartenverein
- Seniorenclub e. V.
- Apfelstädter Traditions-Männerverein e. V.
- Apfelstädter Schützenverein 1994 e. V.
- Reitsportverein

## Persönlichkeiten
- Eduard Fiedler (* 14. Mai 1871 in Apfelstädt; † 25. Juni 1931 in Galtür/Österreich), Lehrer (in Manebach, Gotha und Berlin), bekannt als Maler von Wandgemälden, Porträts und Ansichtskarten mit Thüringer Bezügen, insbesondere zur Wachsenburg
- Christian Friedrich Gotthard Westfeld (* 2. Juni 1746 in Apfelstädt; † 23. März 1823 in Weende), Klosteramtmann und Autor